# Caccobius kelleri
Caccobius kelleri là một loài bọ cánh cứng trong họ Bọ hung (Scarabaeidae).